# 덴쇼 (헤이안 시대)
덴쇼(天承, てんしょう)는 일본의 연호(元号) 중 하나이다.
- 전후 : 다이지(大治) 이후 - 조쇼(長承) 이전.
- 시기 : 1131년
- 천황 : 스토쿠 천황

## 개원(改元)
- 다이지 6년 1월 29일(율리우스력 1131년 2월 28일), 가뭄 등으로 인해 개원.
- 덴쇼 2년 8월 11일(율리우스력 1132년 9월 21일), 조쇼로 개원된다.

## 출전
『한서』의 「臣又聞聖王之自為動靜周旋，奉天承親，臨朝享臣，物有節文，以章人倫。」

## 서력과의 대조표
| 덴쇼 | 원년   | 2년    |
| ---- | ------ | ------ |
| 서력 | 1131년 | 1132년 |
| 간지 | 신해   | 임자   |

## 같이 보기
- 일본의 연호 일람

| 이전 다이지 | 일본의 연호 1131년 ~ 1132년 | 다음 조쇼 |